# Joshua (banda)
Joshua é uma banda de metal cristão formado em 1980. A banda rompeu-se e re-formadas muitas vezes sob diferentes nomes, mas manteve-se centrado em torno do guitarrista Joshua Perahia. Apesar de ser baseado em Los Angeles, Califórnia, eles são mais conhecidos internacionalmente - na Europa, Japão e América do Sul.

## Members
- Joshua Perahia - guitarra (1980 - presente)

M Pire - present
- Michael O'Mara - vocal (-01)
- Eric Stoskopf - bateria
- Jerry Gabriel  - vocal
- Joey Rochrich - baixo

1985 - Jaguar
- Rob Rock, vocal (88+)
- Billy Green, vocal
- Emil Lech - baixo
- Greg Shultz - teclados
- Tim Gherd - teclados
- Greg Velasco - vocal (86+)
- Ken Layers - guitarra, vocais
- Robin Kyle Bassuri - vocal (-91)
- Joe Tafoya - bateria (91 - 92)
- Bryan Fleming  - Bateria (91 - 93)

Segundo LP
- Patrick Bradley - teclados
- Joseph Galletta - bateria
- Ken Tamplin - guitarra, vocal
- Jeff Fenholt - vocal (85-88)
- Rich Ortz - vocals (-84)

Primeiro LP
- Mahlon Hawk - baixo
- Donnie Gougeon - teclados
- Michael Ingles - guitarra
- Anthony Zaccaglin - bateria
- Steve Fontaine - vocal (-85)

## Discografia
As Joshua Perahia:
- 2001: Something to say

As M Pire:
- 1995: Chapter One (Long Island records)
- 1995: Double Trouble (Long Island records)

As Joshua:
- 1988: Intense Defense (RCA Records)
- 1985: Surrender
- 1983: The Hand Is Quicker Than The Eye (Enigma)